# Frank William Kolmin
Frank William Kolmin (geboren 13. September 1915 in Wien, Österreich-Ungarn; gestorben 25. Oktober 2002 in Bridgeport (Connecticut)) war ein US-amerikanischer Ökonom.

## Leben
Frank William Kolmin war ein Sohn des Wirtschaftsprüfers Gustav Kolmin und der Elsa Schrötter. Er nahm 1935 das Studium der Betriebswirtschaftslehre an der Hochschule für Welthandel Wien auf, musste dies aber nach dem Anschluss Österreichs 1938 wegen seiner jüdischen Herkunft abbrechen. Er heiratete 1938 die Wienerin Edith Pick, sie hatten zwei 1951 und 1954 geborene Kinder. Sie flohen noch 1938 nach Britisch-Zypern, seine Eltern wurden 1945 im KZ Auschwitz ermordet. Kolmin schlug sich in Larnaka mit Hilfsarbeiten durch und wurde nach Kriegsausbruch von den Briten interniert. 
Anfang 1941 kamen sie nach Palästina und Ende des Jahres in die britische Kolonie Tanganjika. Er fand Beschäftigung als Betriebswirt in der Kolonialverwaltung. 1945 gelangten sie nach New York City, wo Kolmin zunächst in verschiedenen Firmen als Buchhalter arbeitete und nebenher an einer Business-School unterrichtete. Im Abendstudium studierte er von 1948 bis 1951 an der New York University Graduate School of Business, machte 1951 einen M.B.A. und wurde 1961 an der Syracuse University mit der Dissertation Monetary policy in West Germany, 1948-1958 promoviert. 
Ab 1954 lehrte er als Assistenzprofessor Rechnungswesen am Ithaca College und wurde dort 1957 Associate Professor und 1960 Full Professor. Das von ihm am Ithaca College ins Leben gerufene Programm African Studies wurde später von der Harvard University adaptiert. Im Jahr 1965 wechselte er als Professor für Rechnungslegung und Finanzierung an die School of Business der State University of New York at Albany (SUNY).

## Schriften (Auswahl)
- Monetary policy in West Germany : 1948–1958. Syracuse University, Diss., 1961
- Frank W. Kolmin, Richard M. Clark: Toward More Effective Teaching in Professional Areas, in: Improving College and University Teaching, Band 19, 1971, S. 207–210
- Bank, Environmental Problems and Taxes, in: Banking Law Journal, Band 87, 1972, S. 29–40